# Ernest MacMillan

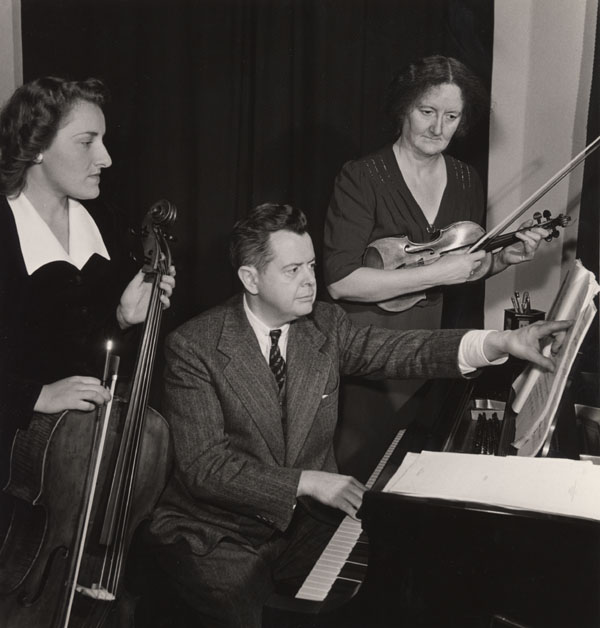
Zara Nelsova, Sir Ernest MacMillan und Kathleen Parlow.

Sir Ernest Alexander Campbell MacMillan (* 18. August 1893 in Mimico/Ontario; † 6. Mai 1973 in Toronto) war ein kanadischer Komponist, Dirigent, Organist und Musikpädagoge.
Am 13. Juni 1984 ehrte die kanadische Regierung, vertreten durch den für das Historic Sites and Monuments Board of Canada zuständigen Minister, MacMillan für sein Werk sowie sein Wirken und erklärte ihn zu einer „Person von nationaler historischer Bedeutung“.

## Leben
Der Sohn des presbyterianischen Pfarrers und Hymnologen Alexander MacMillan hatte ab dem achten Lebensjahr Orgelunterricht bei Arthur Blakeley, dem Organisten der Methodistenkirche in der Sherbourne Street in Toronto. Von 1905 bis 1908 lebte er mit seinem Vater in Edinburgh. Hier nahm er Orgelunterricht bei dem blinden Organisten Alfred Hollins und besuchte an der University of Edinburgh Musikklassen von Friedrich Niecks und  W. B. Ross.
Nach seiner Rückkehr nach Toronto erhielt er fünfzehnjährig seine erste Organistenstelle an der Knox Presbyterian Church, die er zwei Jahre innehatte. Danach studierte er in London am Royal College of Organists, erlangte den Grad eines Bachelor of Music an der Oxford University und studierte von 1911 bis 1914 moderne Geschichte an der University of Toronto.
1914 reiste er nach Paris und nahm dort privaten Unterricht bei Thérèse Chaigneau. Als Gast der Bayreuther Festspiele wurde er vom Ausbruch des Ersten Weltkrieges überrascht und als feindlicher Ausländer im Lager Ruhleben bei Berlin interniert. Hier leitete er ein kleines Lagerorchester, mit dem er Konzerte gab und Musicals aufführte und widmete sich der Komposition, und er lernte die englischen Komponisten Benjamin Dale und Quentin Maclean kennen, mit denen ihn eine dauerhafte Freundschaft verband.
Nach seiner Rückkehr nach Toronto 1919 erhielt er die Stelle des Organisten und Chorleiters an der Timothy Eaton Memorial Church in Toronto, die er bis 1925 innehatte. Ab 1920 unterrichtete er Orgel an der Canadian Academy of Music, die später mit dem Toronto Conservatory of Music vereint wurde. 1926 folgte er Augustus Stephen Vogt als deren Leiter nach. Er gründete hier die Conservatory Opera Company , mit der er zwischen 1928 und 1930 mehrere Opern aufführte. Daneben wurde er 1927 Dekan der Musikfakultät an der University of Toronto. Zu seinen Schülern aus dieser Zeit zählen die Organisten Charles Peaker und Frederick C. Silvester.
Nach Zusammenarbeit als Gest wurde er 1931 auf Anregung von Luigi von Kunits Chefdirigent des Toronto Symphony Orchestra. 1935 wurde er von König George V. für seine Verdienste um die Musik in Kanada als Knight Bachelor geadelt. 1936 gründete Marjorie Agnew, Lehrerin an der Templeton Junior High School in Vancouver eine Reihe von Gruppen zur Förderung des Kunstverständnisses junger Menschen, die den Namen Sir Ernest MacMillan Fine Arts Clubs erhielten. In den späten 1930er Jahren bis zum Beginn des Zweiten Weltkriegs trat MacMillan als Dirigent auch in den USA und England auf. 1942 wurde er Nachfolger von Herbert A. Fricker als Dirigent des Toronto Mendelssohn Choir.
1946 gehörte MacMillan zu den Gründern des Canadian Music Council, dessen Leitung er im Folgejahr übernahm, außerdem war er von 1947 bis 1963 Präsident der Composers, Authors and Publishers Association of Canada (CAPAC). Nach Konzerten in Australien und Südamerika leitete er Anfang der 1950er Jahre Aufführungen der großen Chorwerke Bachs in Toronto. Nach internen Auseinandersetzungen
gab er 1956 die Leitung des Toronto Symphony Orchestra ab, im Folgejahr trat er auch als Dirigent des Mendelssohn Choir zurück.
Er arbeitete dann als Gastdirigent u. a. des CBC Symphony Orchestra und verschiedener Rundfunkorchester beim CBC Talent Festival. In den 1960er Jahren stellte er wegen seiner sich verschlechternden Gesundheit die Dirigententätigkeit ein, trat aber noch als Kommentator in Musikprogrammen der CBC auf. Im neuen Gebäude der Musikfakultät der University of Toronto im Edward Johnson Building wurde 1964 das MacMillan Theatre nach ihm benannt. Seit 1963 fanden bei den Sommerkursen der Universität die MacMillan Lectures statt, bei denen er auch selbst auftrat. Sein 70. und 75. Geburtstag wurden öffentlich begangen und 1970 wurde MacMillan als Companion des Order of Canada ausgezeichnet.
Nach zwei Schlaganfällen verstarb MacMillan 1973. Posthum wurde er mit der Canadian Music Council Medal ausgezeichnet, der Mendelssohn Choir und die CAPAC stifteten Stipendien zu seinem Gedenken. Sein Nachlass kam in den Besitz der National Library of Canada. 1986 gründeten seine Söhne Keith und Ross MacMillan die Sir Ernest MacMillan Memorial Foundation zur Förderung der Ausbildung junger kanadischer Musiker.

## Werke
- Snow White, Oper, 1907
- Magnificat in B flat für Chor und Orgel, 1908
- Sleepy Time Songs No. 1 und No. 2, Lieder, 1910, 1911
- Du bist wie eine Blume, Lied, 1913
- String Quartet in C Minor, 1914
- Overture ‚Cinderella‘ für Orchester, 1915
- Overture ‚Don’t Laugh‘ für Orchester, 1915
- O Mistress Mine, Lied, 1917
- Three Songs for High Baritone from ‚The Countess Cathleen‘, 1917
- 4 Fugues for string quartet, 1917
- In dulci jubilo für Orgel, 1917
- Songs from Sappho, Lieder, 1920
- Overture für Orchester, 1924
- Two Carols für Sopran und Streichtrio, 1925
- Padded Footsteps, Lied, 1925
- That Holy Thing, Lied, 1925
- I Heard a Voice from Heaven für Chor, 1925
- Two Sketches for Strings ‚based on French-Canadian Airs‘ für Streichorchester oder -quartett, 1927
- Six Bergerettes du bas Canada für Sopran, Alt, Tenor und vier Instrumente, 1928
- Recessional für Chor oder Stimme und Klavier, 1928
- Sonnet, Lied, 1928
- Three Indian Songs of the West Coast, 1928
- Last Prayer, Lied, 1929
- Three French Canadian Sea Songs für mittlere Stimme und Streichquartett, 1930
- O Canada für Chor und Orchester, 1930
- Prince Charming, Oper, 1931
- Overture ‚Scotch Broth‘ für Orchester, 1933
- God Save the King für Chor und Orchester oder Klavier, 1934
- Hail to Toronto für Chor, 1934
- The King Shall Rejoice in Thy Strength für Chor und Orgel, 1935
- Northland Songs, 1938
- Canada Calls/Debout Canadiens!, Lied, 1942
- Land of the Maple Leaf für Chor und Klavier, 1943
- A Song of Deliverance für Chor und Orchester oder Orgel, 1944
- Christmas Carols für Orchester, 1945
- Fantasy on Scottish Melodies für Orchester, 1946
- There Was an Old Woman für Mezzosopran und Streicher, 1946
- Ballads of British Columbia, Lieder, 1947
- Cortège académique für Orgel, 1953
- Fanfare for a Festival für Blechbläser und Perkussion, 1959
- Fanfare for a Centennial für Blechbläser und Perkussion, 1967